# Коростовицкое
Коростовицкое — озеро Ижорской возвышенности, располагается на западе северной части Волосовского района Ленинградской области России. Относится к водосборному бассейну Финского залива.
Озеро находится на высоте 140 м над уровнем моря в лесной болотистой местности, относящейся к землям лесного фонда. Площадь озера составляет 5,2 га. Коэффициент извилистости береговой линии — 1,5. К восточному берегу подступает южная оконечность Карпинского болота. С юго-восточной стороны из озера вытекает река Теплушка, правый приток Систы. Окружающий лес относится к категории защитных лесов с преобладанием осины и берёзы.